# Desmodium molliculum
Desmodium molliculum es una especie perteneciente a la familia Fabaceae. Es una planta utilizada dentro de los sistemas de salud tradicionales en varios países latinoamericanos, especialmente en Perú y México. Originaria de Norte, Centro y Sudamérica.

## Descripción
Es una hierba perenne que crece hasta los 45 centímetros de altura. El tallo es ligeramente ramificado, postrado sobre el suelo, anguloso, con pelillos algunos de ellos con la punta en forma de gancho. Las hojas son compuestas, con estipulas, generalmente curvadas hacia atrás, angostas, puntiagudas, con la base asimétrica y ligeramente acorazonada, con pubescencia. Las flores sobre pedicelos, reunidas en grupos que se distribuyen a lo largo de un eje, formando en conjunto un racimo que puede estar ramificado. El fruto es una legumbre linear divida en 4 o 5 piezas cada una con una semilla; las semillas son de color café oscuro.

## Taxonomía
La especie fue descrita inicialmente como Hedysarum molliculum por Karl Sigismund Kunth y publicada en Nova Genera et Species Plantarum (quarto ed.) 6: 519, en 1824, actualmente, es tanto un sinónimo como el basónimo de esta; y ulteriormente sería transferido al género Desmodium por Augustin Pyrame de Candolle en Prodromus Systematis Naturalis Regni Vegetabilis 2: 331, en 1825.

#### Etimología
Ver: Desmodium
molliculum: epíteto latino que significa "tierno, delicado".

## Importancia económica y cultural
Es una de las plantas más utilizadas en la medicina tradicional de los Andes de Perú, bebiéndose en infusión o en decocción para limpiar y desinflamar el hígado, los riñones, el sistema urinario, el estómago y ovarios. También se ha verificado que combate el desarrollo del hongo Candida albicans. También es utilizada para desinfectar y desinflamar heridas, esto se debe posiblemente a los grupos fenólicos y flavonoides presentes en la planta. Adicionalmente, tiene propiedades antialérgicas y antioxidantes.

### Usos en la medicina tradicional
Para inflamaciones internas y externas, se utiliza la planta entera (fresca o seca) y oralmente en caso de inflamación de riñones, diarrea, dolor de estómago, inflamación de ovarios y gastritis. Para la limpieza de heridas, se utiliza la planta entera (fresca o seca) de manera tópica en caso de cicatrices.

## Nombres comunes
- Pata de perro, pati perro, allqupachaquin,[14] pie de perro, manayupa,[15] runa manayupana,[16] pega pega, allco pachque, amor seco, carrapicho, hierba de infante.